# Zhang Leping
Zhang Leping (xinès simplificat: 张乐平, pinyin: Zhāng Lèpíng; Jiaxing, 10 de novembre de 1910 – Xangai, 27 de setembre de 1992) fou un autor xinés de còmics, creador l'any 1935 del personatge Sanmao.
Nascut el 1910 en l'àmbit rural de la província costanera de Zhejiang, fill d'un mestre i d'una amant de les arts, als nou anys —en morir sa mare— hagué de treballar com a aprenent de fuster i d'impressor abans de traslladar-se a Xangai en la dècada del 1920, on el 1928 inicià estudis d'art i, en acabant, treballà d'il·lustrador en el sentit ample del terme: el 1934 publicà els primers dibuixos i, l'any següent, creà el personatge de Sanmao, les aventures del qual es feren populars, però en començar la Segona Guerra sino-japonesa, Leping viatjà per tota la Xina per a il·lustrar propaganda anti-japonesa, juntament amb Ye Qianyu i altres artistes.
Acabada la Segona Guerra Mundial, el 1946 reprengué a Sanmao i l'enllistà en l'exèrcit, amb la qual cosa fon utilitzat com a instrument de propaganda per la República Popular de la Xina; Segons el seu fill menut, Zhang Weijun, el 1947 presencià la mort de dos òrfes sense sostre durant una nevada, un fet que l'esperonà a dibuixar les tires que formarien part del llibre L'hivern de Sanmao: commogut per les condicions de vida dels òrfens, ja que ell també havia patit la postguerra, Leping es traslladà a un suburbi pobre de Xangai i es vestí amb roba arnada per a conviure amb ells. El 1950 començà a treballar en diferents editorials i publicacions de Xangai; el 1974 també col·laborà en el disseny de cartells de propaganda gubernamental amb Li Mubai i Jin Xuechen. Paradoxalment, Leping va ser denunciat com a artiste «reaccionari» durant la Revolució Cultural (1966-76) abans de tornar a ser reconegut.
El 2015, l'edició en francés de San Mao le petit vagabond, publicada per Xu Gefei, guanyà el premi Patrimoni del 42 Festival del Còmic d'Angulema: el fill de Leping agraí el guardó en nom de son pare, mort el 1992. El 2018, la Fira del Llibre Infantil de Bolonya li atorgà el guardó especial Silent Book Contest a la millor publicació d'humor sense paraules: The Winter Story of San Mao, publicat per primera volta en la dècada de 1930, és un dels cent llibres recomanats pel Ministeri d'Educació xinés.